# Parki miejskie w Barcelonie
Parki miejskie w Barcelonie – lista publicznych parków miejskich inaugurowanych w Barcelonie do 1982 roku:
| Nazwa                                | Autor (autorzy)                  | Rok inauguracji | Powierzchnia (ha) | Dzielnica           | Uwagi                                              |
| ------------------------------------ | -------------------------------- | --------------- | ----------------- | ------------------- | -------------------------------------------------- |
| Parc de les Aigües                   | Joaquim M. Casamor               | 1978            | 1,95              | Horta–Guinardó      | Adaptacja                                          |
| Parc del Castell de l'Oreneta        | –                                | 1978            | 17                | Sarrià–Sant Gervasi | Pierwotnie 15,22 ha                                |
| Parc de Cervantes                    | Lluís Riudor, Joaquim M. Casamor | 1965            | 8,77              | Les Corts           | –                                                  |
| Parc de la Ciutadella                | Josep Fontserè                   | 1873            | 17,43             | Ciutat Vella        | Pierwotnie 31 ha                                   |
| Jardins de Costa i Llobera           | Joaquim M. Casamor, Joan Pañella | 1970            | 6,15              | Sants–Montjuïc      | –                                                  |
| Parc de la Font del Racó             | N.M. Rubió i Tudurí              | 1926            | 1,29              | Sarrià–Sant Gervasi | –                                                  |
| Park Güell                           | Antoni Gaudí                     | 1922            | 17,19             | Gràcia              | Pierwotnie 13,98 ha                                |
| Parc del Guinardó                    | J.C.N. Forestier                 | 1910            | 15,8              | Horta–Guinardó      | Do 1977 park miejski o pow. 3,54 ha                |
| Parc de la Guineueta                 | Joaquim M. Casamor               | 1971            | 3,01              | Nou Barris          | –                                                  |
| Jardins de Joan Maragall             | Joaquim M. Casamor               | 1970            | 3,63              | Sants–Montjuïc      | Publiczny od 1983                                  |
| Jardins del Laberint d'Horta         | Doménico Bagutti i inni          | 1792, 1971      | 9,1               | Horta–Guinardó      | - Ogród neoklasycystyczny - Od 1971 park publiczny |
| Jardins de Laribal                   | J.C.N. Forestier                 | 1922            | 1,65              | Sants–Montjuïc      | –                                                  |
| Parc (Jardins del Turó) de Monterols | Lluís Riudor                     | 1947            | 1,94              | Sarrià–Sant Gervasi | –                                                  |
| Jardins de Mossèn Cinto Verdaguer    | Joaquim M. Casamor               | 1970            | 4,3               | Sants–Montjuïc      | –                                                  |
| Jardins de Palau Reial de Pedralbes  | N.M. Rubió i Tudurí              | 1926            | 7,28              | Les Corts           | –                                                  |
| Parc del Putget                      | Joaquim M. Casamor               | 1970            | 3,97              | Sarrià–Sant Gervasi | –                                                  |
| Parc del Turó de la Peira            | –                                | 1936, 1977      | 7,71              | Nou Barris          | Pierwotnie 1,01 ha                                 |
| Turó Park (Jardin Eduard Marquina)   | N.M. Rubió i Tudurí              | 1934            | 2,88              | Sarrià–Sant Gervasi | –                                                  |
| Parc (Jardins) de la Vil·la Amèlia   | Joaquim M. Casamor               | 1970            | 2,33              | Sarrià–Sant Gervasi | Adaptacja dawnego ogrodu przy Finca Girona         |